# Walter Dost
Bruno Camillo Walter Dost (* 26. Mai 1874 in Schneeberg (Erzgebirge); † 15. Juli 1947 in Lenggries) war ein deutscher Pädagoge und Komponist.

## Leben
Er war das erste Kind des Pädagogen, Kantors und Komponisten Bruno Dost. Sein Onkel war Guido Alfred Dost. Die Liebe zur Musik wurde ihm bereits mit in die Wiege gelegt, da sein Vater u. a. auch als Musikdirektor und Chorleiter tätig war. Sein Vater schickte ihn zunächst an die Thomasschule und holte ihn dann an das Gymnasium in Schneeberg zurück, wo er die Matura ablegte. Anschließend wechselte er an das Seminar in Schneeberg und dann an die Universität Leipzig, wo er beide theologische Staatsprüfungen ablegte. Nach drei Monaten als Vikar in Döbeln erhielt er 1898 eine Stelle am Realgymnasium in Plauen, wo er fortan wirkte, 1919 den Titel Professor erhielt und 1918 Oberstudienrat wurde. 1934 ging er in den Ruhestand und zog mit seiner Familie nach Lenggries in Bayern, wo er 1947 starb. 
In seiner Freizeit wirkte Walter Dost als Komponist, vor allem von Stücken für Männerchöre. Er verfasste auch Volkslieder und Kantaten. Sein Schaffen ist sehr vielfältig. Zur Fülle seiner Kompositionen zählen das Eichendorfflied „Morgenrot“ („O könnt’ ich mich niederlegen weit in den tiefsten Wald“) und auch ein Stück, das er anlässlich der Machtübernahme der Nationalsozialisten schrieb, der Marsch für großes Orchester „Deutsche Kraft“ („Deutschland ist erwacht“), den er Adolf Hitler am 20. April 1933 zum Geburtstag schenkte. Noch bis zum Ende des Zweiten Weltkrieges führte er mehrere seiner Kompositionen öffentlich in Plauen, Zwickau und Lenggries auf. Er war Mitglied des Deutschen Sängerbundes und Bundeschormeister des Vogtländischen Sängerbundes.

## Werke (Auswahl)
- Walter: Singet und Spielet. Elementarbuch für die drei unteren Klassen (Sexta bis Quarta) höherer Knabenschulen. O. R. Reisland, Leipzig 1930.